# Абраксас (альманах)
Абраксас — литературный альманах, издававшийся в 1922-1923 годах под редакцией Михаила Кузмина, Ореста Тизенгаузена (1893 - 1937), и Анны Радловой.

## История альманаха
Альманах «Абраксас» издавался петроградской группой эмоционалистов, лидером которой был Михаил Кузмин.
Первый номер вышел в Петрограде в 1922 году тиражом 500 экземпляров. В первом номере альманаха участвовали А. Ахматова, К. Вагинов, М. Кузмин, Б. Пастернак, В. Хлебников, Ю. Юркун и др.
В названии альманаха отразилась увлечённость Кузмина гностиками, на геммах которых с надписью «Абраксас» изображалось существо с человеческим телом, петушиной головой и змеевидными ногами.
С 1922 по 1923 год увидели свет три выпуска альманаха.
В последнем выпуске «Абраксаса» был опубликован программный документ литературной группы — «Декларация эмоционализма».